# Yoshida Masafumi
Masafumi Yoshida (sinh ngày 6 tháng 9 năm 1985) là một cầu thủ bóng đá người Nhật Bản.

## Sự nghiệp câu lạc bộ
Masafumi Yoshida đã từng chơi cho Vissel Kobe.